# Sciara fuliginosus
Sciara fuliginosus är en tvåvingeart som först beskrevs av Fitch 1856.  Sciara fuliginosus ingår i släktet Sciara och familjen sorgmyggor. Inga underarter finns listade i Catalogue of Life.